# Macrinus (keizer)
Marcus Opellius Macrinus (Caesarea in Mauretania, ca. 164 - Archelaïs, het huidige Aksaray, juni/juli 218) was Romeins keizer van 11 april 217 tot 8 juni 218. Zijn keizersnaam was Marcus Opellius Severus Macrinus.
Macrinus, een Noord-Afrikaan van Fenicische en Berberse afkomst, was de eerste keizer die bij de start van zijn bewind geen deel uitmaakte van de Romeinse Senaat. Hij begon zijn carrière in Rome onder keizer Septimius Severus (193-211). Onder diens zoon en opvolger, Caracalla (211-217) werd hij in 212 tot een van de twee pretoriaanse prefecten benoemd. In 216-217 begeleidde hij de keizer op diens campagne tegen de Parthen. Toen hij geloofde bij Caracalla in ongenade te zijn gevallen, en hij daarom voor zijn leven vreesde, smeedde hij een moordcomplot dat op 8 april 217 succesvol ten uitvoer werd gebracht. Na enige dagen aarzeling verhief het leger hem tot opvolger van de vermoorde keizer.
Op 8 juni 218 werd hij door acties van Caracalla's familie in Syrië verslagen en later gedood door troepen die trouw waren aan zijn opvolger Elagabalus.

## Afkomst en carrière
Macrinus werd geboren in 164. Hij was afkomstig uit Caesarea, de hoofdstad van de Romeinse provincie Mauretania Caesariensis, de huidige Algerijnse stad Cherchell. Macrinus maakte deel uit van de ridderstand. Misschien hoorden zijn onbekende ouders daar al toe; het kan echter ook zijn dat hij zich deze rang in de loop van zijn leven zelf verwierf.
Pas in de geschiedschrijving uit de late oudheid zijn details overgeleverd over zijn vermeende opkomst uit arme omstandigheden, maar deze zijn niet geloofwaardig. Er is hier sprake van laster, bedoeld om hem in diskrediet te brengen en als onwaardig parvenu af te schilderen. De contemporaine historicus Cassius Dio deelt alleen mee dat Macrinus van Fenicische en Berberse afkomst was. Daarmee werd bedoeld dat zijn voorouders geen aanzienlijke posities hadden bekleed. Aangezien Macrinus in zijn jeugd echter de benodigde opleiding moet hebben genoten die hij voor zijn latere carrière benodigde, kan het niet anders of zijn familie moet over genoeg middelen hebben beschikt om hem een goede opleiding tot jurist te laten volgen.
In Rome startte Macrinus een carrière als advocaat. Hij kwam in contact met de machtige, uit Libië afkomstige pretoriaanse prefect Plautianus. Deze stelde hem aan als beheerder van zijn grote vermogen. Toen Plautianus in 205 ten val kwam en op bevel van de zoon van de keizer Caracalla om het leven werd gebracht, geraakte ook Macrinus in groot gevaar. De stadsprefect Lucius Fabius Cilo stond echter voor hem in en redde hem zijn leven.
Hij begon nu aan een ridderlijke loopbaan. Eerst was hij advocatus fisci (raadsman van de Fiscus), vervolgens benoemde keizer Septimius Severus hem tot prefect vehiculorum per Flaminiam. Dit gaf hem het toezicht op het wagenverkeer op de Via Flaminia. Ten slotte benoemde keizer Caracalla hem in het jaar 212 tot de hoge positie van een van de twee pretoriaanse prefecten van de pretoriaanse garde. Hij bereikte de top van de ridderlijke carrièreladder en had nu een van de machtigste posities in het keizerrijk. In de jaren 216-217 vergezelde hij Caracalla op diens campagne tegen de Parthen.

## Verheffing tot keizer
De omstandigheden die tot de dood van Caracalla en de verheffing tot keizer van Macrinus hebben geleid, worden door Cassius Dio in detail beschreven. De belangrijkste punten uit Cassius Dio's verslag worden door hedendaagse onderzoekers geaccepteerd en  worden in moderne beschrijvingen van de gebeurtenissen algemeen overgenomen.
Macrinus bevond zich in het voorjaar van 217 in een acute noodsituatie: in profetieën was hem de keizerlijke waardigheid voorspeld. Dit was ook echter ook Caracalla ter ore gekomen; ook was een schriftelijk verslag over deze waarzegging naar de  keizer onderweg. Ulpius Julianus, een vertrouweling van Macrinus, die deze later tot pretoriaanse prefect benoemde, waarschuwde Macrinus voor het dreigende levensgevaar. De verspreiding van deze profetie was waarschijnlijk onderdeel van een tegen de pretoriaanse prefecten gerichte intrige. In de nu ontstane situatie moest Macrinus wel een existentiële bedreiging zien, dit omdat Caracalla alles wat zijn bewind leek te bedreigen bloedserieus nam. Om zijn arrestatie en executie te voorkomen, zag Macrinus geen andere keus dan om een  moordcomplot tegen Caracalla te smeden. Hij bediende zich daarbij van een groep van drie ontevreden soldaten. Op 8 april 217 werd de moord in Mesopotamië uitgevoerd.
Aangezien Caracalla geen kinderen had, stierf met hem de lijn van de stichter van de dynastie Septimius Severus uit. Dit betekende het voorlopige einde van de Severische dynastie. Het voor de oorlog tegen de Parthen verzamelde leger was trouw aan die dynastie, maar moest nu noodgedwongen een opvolger voor Caracalla kiezen. Blijkbaar slaagde Macrinus er in zijn betrokkenheid bij de moord te verhullen. Aanvankelijk vond hij echter weinig steun. De soldaten zagen veel meer in Marcus Oclatinius Adventus, zijn collega pretoriaans perfect. Deze was echter al op gevorderde leeftijd en kon nauwelijks nog zien. Ook het feit dat Adventus analfabeet was, werd niet als storend gezien. Van beslissend belang was dat Adventus zich vanuit het perspectief van het leger op militair gebied had bewezen, dit terwijl Macrinus op geen enkele militaire prestatie kon bogen. Het was pas nadat Adventus met een verwijzing naar zijn leeftijd de keizerlijke waardigheid had geweigerd, dat de soldaten zich na dagenlange twijfel lieten overhalen om Macrinus op 11 april tot keizer te verheffen. Deze was, zoals het hoorde, bang om zijn ambitie te tonen, en nam zijn verheffing met schijnbare tegenzin aan. Met zijn keizerlijke naam Marcus Opellius Severus Macrinus knoopte hij demonstratief bij de Severische traditie aan.

## Verhouding met de senaat
Macrinus was de eerste keizer in de Romeinse geschiedenis, die op het moment van zijn verheffing tot keizer niet tot de senatoriale stand behoorde. Hij maakte deel uit van de ridderlijke stand. Hoewel Caracalla hem in het begin van het jaar 217 zowel de ornamenta consularia (rangonderscheidingstekens van een consul) als de titel vir clarissimus ("hooggespecteerde man"), die eigenlijk alleen bestemd was voor leden van de senatoriale stand, had verleend, was daaraan toch geen opname in de senaat verbonden. Dergelijke onderscheidingen konden weliswaar gezien worden als verhoging van rang, maar betekenden niet, dat de geëerde voortaan een zetel in de Senaat kon innemen en daadwerkelijk gelijkgesteld werd aan een consul, dus een senator werd. Dat het bezit van de ornamenta consularia niet gelijkstond aan een afgesloten, werkelijke uitoefening van het ambt van consul, bevestigde Macrinus zelf door het consulaat, dat hij in het jaar 218 als keizer op zich nam, als zijn eerste te beschouwen. Staatsrechtelijk betekende zijn verheffing tot keizer een belangrijk precedent; het lidmaatschap van de senaat was nu niet langer een noodzakelijke voorwaarde voor het verkrijgen van de keizerlijke waardigheid.
Aangezien Caracalla door vele senatoren werd gehaat, werd zijn dood in de Senaat met voldoening ter kennisgeving aangenomen. Onder deze omstandigheden kon zijn opvolger, die immers niet uit Caracalla's dynastie afkomstig was, in senatoriale kringen vanaf het begin af aan op een zekere welwillendheid rekenen, ook al was hij vanuit senatoriaal perspectief niet gekwalificeerd om de keizerlijke waardigheid te dragen. De Senatoren stelden met voldoening vast dat de nieuwe heerser zich intensief inzette om hun steun te verkrijgen. Hij bekende zich bijvoorbeeld tot het principe om geen ter dood veroordelingen tegen senatoren uit te spreken. Cassius Dio, die als senator en consul vanuit senatoriaal perspectief oordeelde, bracht deze gematigd, welwillende houding in zijn geschiedkundig werk tot uitdruk. Hij spaarde echter ook geen kritiek op maatregelen van Macrinus, die hij verkeerd vond of waarvan hij van mening was dat deze de traditionele voorrechten van de senatoren schonden.
In principe heerste in senatoriale kringen de opvatting dat Macrinus vanwege zijn nederige, ridderlijke afkomst, niet naar de keizerlijke macht had mogen grijpen. Volgens Cassius Dio's overtuiging zou het zijn plicht zijn geweest, zijn eigen ambities opzij te zetten en zijn gezag als pretoriaanse prefect te gebruiken, om voor een keizersverheffing van een senator te zorgen Er bestond echter bereidheid om van deze als usurpatie geziene aanmatiging, weg te kijken, zolang de nieuwe heerser zich maar, zich bewust zijnde van zijn nederige afkomst, bescheiden gedroeg, en aan de verwachtingen van de senatoriale elite voldeed. Het werd hem echter zeer kwalijk genomen dat zijn regering daar in de praktijk weinig rekening mee hield.
Een behoorlijke blunder beging Macrinus vanuit senatoriaal perspectief bijna onmiddellijk na de start van zijn bewind. In de brief, waarin hij de Senaat formeel op de hoogte stelde van zijn verheffing tot keizer, voerde hij de al de keizerlijke titulatuur. Hij had de bevestiging van zijn ambtsaanvaarding door de Senaat niet afgewacht. Hoewel deze bevestiging in de praktijk bijna een formaliteit was, werd dit gedrag als een minachting van een voorrecht van de Senaat gezien. Als blunder werd ook gezien, dat hij optrad tegen personen, die hij ervan verdacht, zijn heerschappij vanwege zijn afkomst als onwettig te beschouwen, dit in plaats van zich om de welwillendheid van deze oppositionelen te verzekeren.
Er ontstond ook felle kritiek op zijn personeelsbeleid. Daartoe hoorde de benoeming van parvenu's tot provinciale gouverneurs, hoewel deze vanuit het standpunt van de critici niet over de nodige kwalificaties beschikten. Bijzonder aanstootgevend was de benoeming van Adventus, de man die Macrinus door zijn afwijzing van zijn verheffing tot keizer aan de macht had geholpen tot stadsprefect. Dat Macrinus dit zeer belangrijke senatoriale ambt in de hoofdstad aan een ongeschoolde man met een krijgshaftig verleden toevertrouwde, een man, die tevens niet was opgenomen in de Senaat, werd door de senatoren als een serieuze provocatie gezien. Al snel bewees Adventus zich als zodanig incompetent dat Macrinus werd gedwongen om hem terug te roepen; Zijn opvolger werd de historicus Marius Maximus.
Bovendien nam de Senaat het de keizer kwalijk dat hij zich niet met het gehoopte nadruk inzette om de misdaden van de informanten van Caracalla op te helderen. De verklaring van de keizer, dat hij de Senaat geen relevante acten kon overhandigen, simpelweg omdat deze in het keizerlijk paleis niet waren gevonden, stuitte op wantrouwen. Men verdacht hem ervan de informanten te steunen om zo conflicten te vermijden. Verontwaardiging wekte ook de keuze van de twee pretoriaanse prefecten: Macrinus bezette deze twee sleutelposten met Ulpius Julianus en Julianus Nestor, twee mannen die onder Caracalla het Romeinse koeriersnet hadden geleid en die zich door deelname aan het informantendom gehaat hadden gemaakt.

## Buitenlands beleid
Macrinus was militair onervaren. Tot zijn benoeming tot pretoriaans prefect had hij een zuiver burgerlijke carrière gemaakt. Zijn gebrek aan militaire vaardigheden droeg bij tot zijn impopulariteit in het leger. Aan een voortzetting van Caracalla’s agressieoorlog tegen de Parthen was hij niet geïnteresseerd. Daarom bood hij vrede aan, waarbij hij de schuld van de oorlog aan zijn voorganger gaf. Als teken van goede wil liet hij de Parthische gevangenen vrij. De Parthische koning der koningen Artabanus IV beoordeelde deze mildheid echter als een teken van zwakte en stelde navenant hogere eisen: herstelbetalingen en een volledige terugtrekking van de Romeinen uit Mesopotamië. Zonder op een antwoord te wachten liet hij ook zijn leger oprukken. Toen de Parthen de strategisch belangrijke stad Nisibis naderden, werden de Romeinen gedwongen zich op te maken voor de strijd.
In de buurt van Nisibis botsten de twee legers in de buurt van een waterstroom op elkaar. Eerst kwam het tot een strijd om deze  watervoorziening. De Romeinen verloren die strijd. Daarna begon een grote slag die drie dagen zou hebben geduurd. Uiteindelijk wisten de numeriek sterkere Parthen de overhand te krijgen. Daarna begonnen er vredesonderhandelingen die in 218 met een vredesverdrag werden afgesloten. De Romeinen moesten zich extreem hoge herstelbetalingen aan de Parthen - ongeveer 200 miljoen sestertiën  - laten welgevallen. Er lijkt bij dit verdrag echter geen sprake te zijn geweest van verlies van grondgebied. Deze laatste Romeinse-Parthische oorlog eindigde dus met een Romeinse nederlaag. Het was echter geen eclatante nederlaag, aangezien Macrinus zich in zijn bericht aan de Senaat blijkbaar als overwinnaar kon voorstellen, waarop de Senaat hem de overwinnaarsnaam Parthicus aanbood. Gezien het contrast tussen zijn propaganda en de realiteit, weigerde Macrinus echter deze naam aan te nemen. In de praktijk gebruikte hij de titel echter wel: op een Africaanse inscriptie wordt hij Parthicus maximus genoemd en op munten liet hij zijn vermeende "victoria Parthica verheerlijken.
Ook met de Armeniërs, die tegen Caracalla hadden gevochten, kwam Macrinus tot een vergelijk. Bij hen regeerde op dat moment koning Tiridates II, die uit het Parthische koningsgeslacht van de Arsaciden afkomstig was. De keizer liet de door Caracalla gevangengezette moeder van Tiridates vrij en erkende zijn aanspraak op de troon door hem een kroon toe te zenden. Ook gaf hij Caracalla’s Armeense oorlogsbuit terug.
Tegenover de Daciërs toonde zich Macrinus zich eveneens vredelievend. Hij retourneerde de gijzelaars, die Caracalla van hen had ontvangen. Daarna zagen zij af van verdere vijandelijkheden.

## Financieel en economisch beleid

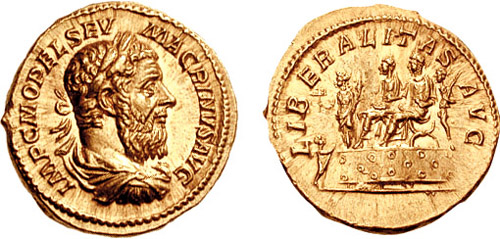
Macrinus afgebeeld op een aureus. Op de achterkant staan Macrinus en zijn zoon Diadumenianus samen afgebeeld met Liberalitas (de godin van de vrijgevigheid).

Een primair probleem was de voortdurende dreiging van een staatsfaillissement, dit als het gevolg van de enorme toename van de kosten voor militair personeel onder de vroege Severische dynastie. Keizer Septimius Severus had de soldij van de legionairs al van 1.200 tot 2.400 sestertiën per jaar verdubbeld. Zijn zoon Caracalla had een verdere verhoging tot 3.600 sestertiën doorgevoerd. Zo was de soldij, die meer dan een eeuw lang constant was gebleven, in vijftien jaar verdrievoudigd.
Volgens een door Cassius Dio overgeleverde schatting van Macrinus veroorzaakte de verhoging van de soldij door Caracalla alleen al een extra jaarlijkse kostenpost van 280 miljoen sestertiën, dat wil zeggen 70 miljoen denarii. Daarnaast had Caracalla de troepen verwend door regelmatige extra eenmalige betalingen (donativum) uit te betalen. De legionairs waren dit als een gewoonterecht gaan beschouwen. Als een verdere zware last op de begroting drukten verder de kosten van Macrinus' vredesverdrag met de Parthen. Deze kosten bedroegen rond de 200 miljoen sestertiën.
De toename van de militaire personeelskosten was vanuit oogpunt van de staatsfinanciën desastreus. De voorkeursbehandeling van de militairen ging echter ten koste van het economisch productieve deel van de bevolking en de monetaire stabiliteit. Ook veroorzaakte het bij de verwende soldaten exorbitante verwachtingen. De kloof tussen deze verwachtingen en de noodzakelijke spaardrang creëerde een gevaarlijke situatie voor de keizer. Deze was zich echter bewust van de explosiviteit van de situatie. In een brief aan de stadsprefect van Rome beklaagde hij zich over zijn dilemma: Hij merkte op dat de financiële toestand het niet toestond om de huidige soldij op hetzelfde niveau te houden, zeker niet als aanvulling daarop er nog regelmatig donatieven bij kwamen, aan de andere kant was een vermindering van de soldij niet afdwingbaar. Gezien dit dilemma zag hij zich gedwongen tot een voorzichtige aanpak. In plaats van naar belastingverhogingen te grijpen of willekeurige confiscaties te bevelen, verkocht hij keizerlijk bezit en deed hij een poging om tot kostenbesparingen te komen. Voor soldaten die reeds in dienst waren, bleef de soldij gelijk aan 3.600 sesertiën, dit om geen rebellie uit te lokken, voor nieuwe rekruten verminderde hij de soldij echter tot 2.400 sestertiën. Hij hoopte dat de veteranen rustig zouden blijven, omdat zij geen financieel verlies leden en dat de makkelijker te controleren nieuwe rekruten geen oproer zouden begonnen. Net zoals de nieuwe rekruten moesten de leden pretoriaanse garde wel genoegen nemen met een verlaging van hun soldij met 1.200 sestertiën (33,3%), terug naar het niveau dat ook werd betaald in de tijd van Septimius Severus. Er deed zich echter een door Macrinus niet voorziene ontwikkeling voor. In het door Caracalla voor de veldtocht tegen de Parthen in Syrië leger bleken de oudgedienden solidair met de nieuwe rekruten, die hun slechtere betaling niet zomaar wilden accepteren. De oudgediende legionairs vreesden dat zij slechts tijdelijk van deze bezuinigingsmaatregel gespaard bleven en dat hen vroeger of later dezelfde soldijverlaging te wachten stond. Om die reden stiet Macrinus' gedeeltelijke vermindering van de soldij op onverwachte massale weerstand; in zijn brief aan de stadsprefect moest hij de mislukking van zijn loonpolitiek erkennen. In de laatste fase van zijn regering bevond de keizer zich financieel in een uitzichtloze situatie.
Blijkbaar probeerde Macrinus een deflationaire politiek te bedrijven, aangezien hij de hoeveelheid edelmetaal in de gouden munt de aureus, die Caracalla met zijn muntverzwakking had verlaagd tot 1/50 pond, weer tot 1/45 pond verhoogde. Hij verlaagde de door Caracalla verhoogde belastingdruk, dit door de bepalingen van zijn voorganger ten aanzien van de erfenis en vrijlatingsbelastingen te schrappen. Caracalla had deze belastingen van 5% tot 10% verdubbeld.

## Val
Julia Domna, de moeder van Caracalla, en Julia Maesa, haar zuster, besloten om Macrinus uit de weg te ruimen. Ze lieten op 16 mei 218  het leger Maesa's kleinzoon Elagabalus (14 jaar oud) tot keizer uitroepen. Op 8 juni kwam het bij Antiochië tot een veldslag tussen de opstandige troepen van Elagabalus en troepen die loyaal waren aan Macrinus. Beide legers ontbeerden ervaren aanvoerders, maar Elagabalus' vroegere leraar en opvoeder, de eunuch Gannys, slaagde er ondanks zijn gebrek aan militaire training in de troepen goed te leiden. Een vertoon van persoonlijke moed van de kant van Elagabalus en zijn familie sterkte zijn soldaten, zodat zij Macrinus' leger konden overwinnen. De keizer vluchtte in vermomming naar Rome, maar werd op weg daarnaartoe herkend en niet lang erna in Cappadocia geëxecuteerd. Zijn achtjarige zoon Marcus Opellius Antoninus Diadumenianus, die kort voor de beslissende slag tot medekeizer benoemd was, volgde het lot van zijn vader niet veel later.

## Na zijn dood
Na zijn dood liet Elagabalus de senaat een damnatio memoriae over Macrinus uitspreken. Dit betekende dat zijn afbeeldingen werden vernietigd en dat zijn naam op stenen en metalen inscripties en op papyri werd weggekrast. Dit vernietigingswerk werd grondig uitgevoerd; zelfs op gegraveerde sieraden werd Macrinus' naam uitgewist,  iets wat anders in dergelijke gevallen ongebruikelijk was. In Egypte ging men bijzonder consequent te werk. Daar werd de herinnering aan Macrinus niet alleen vernietigd door zijn naam uit te wissen, maar werd Elagabalus als directe opvolger van Caracalla voorgesteld.
De oordelen van contemporaine historici vielen in het algemeen negatief uit. Cassius Dio nam het Macrinus kwalijk dat hij het had gewaagd om naar de keizerlijke waardigheid te grijpen, ook al was hij geen lid van de Senaat. Als standsbewuste senator zag Cassius Dio in deze "parvenu" uit de ridderstand een usurpator, wiens smadelijke einde een rechtvaardige straf was voor diens verwerpelijke aanmatiging. Hij hield hem voor een fatsoenlijk man met beperkte vaardigheden, die niet opgewassen was tegen de uitdagingen die zijn belangrijke ambten  hem stelden en die als keizer een fatale arrogantie aan de dag had gelegd. Bovendien zou hij een lafaard zijn geweest, had hij een misplaatste voorliefde voor luxe en kon hij zich geen respect verschaffen. Ook zijn tijdgenoot Herodianus maakte melding van Macrinus' luxueuze leven, dat hij veroordeelde. Hij beoordeelde de keizer iets gunstiger dan Cassius Dio en prees zijn harde optreden tegen Caracalla's informanten en de rechtszekerheid, die daardoor weer was ontstaan, Hij bekritiseerde echter de nalatigheid en besluiteloosheid van Macrinus, die zich als voor hem fataal had bewezen.
De onbekende auteur van de vita (levensbeschrijving) van Macrinus in de laat antieke Historia Augusta nam de negatieve oordelen van de tijdgenoten van de keizer over. Het verhaal werd zelfs nog aangedikt met verschillende fictieve gegevens. De vita van Macrinus wordt in termen van bronwaarde wel beschouwd als een van de slechtste keizersbiografieën in de Historia Augusta. Er wordt beweerd dat Macrinus zowel wat betreft gedrag als uiterlijk weerzinwekkend zou zijn geweest: een meedogenloze, arrogante, zich aan luxe overgevende en door zijn wreedheid, berucht mens. Onder verwijzing naar een vermeende uitspraak van Aurelius Victor, vermeldt de Historia Augusta dat Macrinus oorspronkelijk een keizerlijke slaaf was geweest, die als mannelijke prostituée had gewerkt. Keizer Septimius Severus had de voor niks deugende slaaf echter naar Noord-Afrika gestuurd. De geloofwaardigheid van deze informatie is zeer onzeker. Volgens een andere overlevering was Macrinus gladiator en jager geweest. Daarnaast bevat de Historia Augusta informatie over de vrouw van Macrinus, die Nonia Celsa zou hebben geheten, en die vanwege haar vermeende immoraliteit belachelijk wordt gemaakt. Al deze informatie - ook de naam - is waarschijnlijk uit de lucht gegrepen.
Ten tijde van het renaissance-humanisme vertrouwde men de weergave in de Historia Augusta nog. Zo beschreef de 14e-eeuwse auteur Benvenuto da Imola keizer Macrinus als een wrede, bloeddorstige, met alle ondeugden behepte, voormalige slaaf.
Het moderne wetenschappelijk onderzoek heeft het overgeleverde beeld van Macrinus kritisch beschouwd en is tot een evenwichtiger beeld gekomen. Alfred von Domaszewski meende in 1909 dat Macrinus een "redelijk man" met lovenswaardige bedoelingen was geweest, maar als militair leider ongeschikt en "op geen enkele wijze" tegen zijn taak opgewassen. Op soortgelijke wijze oordeelde Hans-Georg Pflaum in 1960. Alfred Heuss was in 1960 van mening dat Macrinus "op zich een deugdzaam mens" was geweest. Hermann Bengtson stelde in 1973 vast dat Macrinus "zonder twijfel de beste bedoelingen had" In 1988 wordt Macrinus door Karl Christian beschreven als "dat wat men een rechtschapen mens noemt".

## Voetnoten
1. ↑  Cassius Dio, 79 (78), 40. Om precies te zijn: volgens Cassius Dio was Macrinus bij zijn dood op 3-5 maanden na 54 jaar oud.
2. ↑  Volgens Cassius Dio in zijn Geschiedenis van Rome had Macrinus een gat in zijn oor, zoals Berbers in die tijd gewoon waren te doen (boek 79, zie hier)
3. ↑  Cassius Dio, 79 (78), 11, 1.
4. ↑  Cassius Dio, 79 (78),11,2-3.
5. ↑  Historia Augusta, Macrinus 4, 4; 4, 6.
6. ↑  Cassius Dio 79 (78), 11, 3.
7. ↑  zie bijvoorbeeld Karl Christian: Geschichte der römischen Kaiserzeit, 6e druk, München 2009, blz. 625-626.; Julia Sünskes Thompson: Aufstände und Protestaktionen im Imperium Romanum, Bonn 1990, blz. 66-67; Anthony R. Birley: Caracalla. in: Manfred Clauss (red.): Die römischen Kaiser. 55 historische Portraits von Caesar bis Iustinian, 4e druk, München 2010, blz. 185-191, hier: 191.
8. ↑  Cassius Dio 79 (78),4, 1-5, 2.
9. ↑  Twijfels over de rol van Macrinus als organisator van de samenzwering zijn ongegrond. zie Frank Kolb: Literarische Beziehungen zwischen Cassius Dio, Herodian und der Historia Augusta, Bonn 1972, blz. 133 Anm. 647.
10. ↑  Herodianus 4, 12, 1-2.
11. ↑  Cassius Dio 79 (78), 11, 4-6; 79 (78), 14, 1-2
12. ↑  Gabriele Marasco. L'idéologie impériale de Macrin. in: 'Revue des Etudes Anciennes' 98, 1996, blz. 187-195, hier: 189-191.
13. ↑  Cassius Dio, 79 (78) 14, 4.
14. ↑  Paolo Cavuoto: Macrino', Napoli 1983, blz 12'.
15. ↑  Cassius Dio 79 (78), 13, 1-2.
16. ↑  Cassius Dio 79 (78) 12, 2.
17. ↑  Cassius Dio 79 (78), 15, 3. 79 (78), 41, 2-4.
18. ↑  Cassius Dio, 79 (78), 15, 4.
19. ↑  Een overzichtwerk biedt Maria Grazia Cecere Granino: 'Macrinus'. in: Dizionario di epigrafico Antichità fictie', jaargang 5, deel 6-7, Rome 1991, blz 169-198, hier: 182-183.
20. ↑  Cassius Dio, 79 (78), 16, 2-4.
21. ↑  Cassius Dio, 79 (78), 15, 3-4.
22. ↑  Cassius Dio 79 (78), 13-15.
23. ↑  Cassius Dio, 79 (78), 21; vergelijk ook 79 (78), 18, 1-2.
24. ↑  Cassius Dio, 79 (78) 26.2.
25. ↑  Cassius Dio 79 (78), 27,1
26. ↑  Cassius Dio, 79 (78), 27,3
27. ↑  Pierre Salama: L'Empereur Macrin Parthicus Maximus . in: Revue des Études Anciennes’’, 66, 1964, blz. 334-352. zie Daniel Keller. Römische Münzen.  in: Ursula Hackl e.a. (red.): Quellen zur Geschichte des Partherreiches, vol 2, Göttingen 2010, blz. 589-612, hier: 611.
28. ↑  Cassius Dio, 79 (78) 27.4.
29. ↑  Cassius Dio, 79 (78), 27,5.
30. ↑  Thomas Pekáry: Studien zur römischen Währungs- und Finanzgeschichte von 161 bis 235 n. Chr. in: Historia, 8, 1959, blz. 443-489, hier: 479-485.
31. ↑  Zie over de verhoging van de soldij, Robert Develin. The Army Pay Rises under Severus and Caracalla and the Question of Annona militaris in: Latomus 30, 1971, blz. 687-695, hier: 687-692; Michael Alexander Speidel: Heer und Herrschaft im Römischen Reich der hohen Kaiserzeit, Stuttgart 2009, blz. 350, 415.
32. ↑  Cassius Dio, 79 (78), 36, 3
33. ↑  Cassius Dio 79 (78) 27, 1
34. ↑  Cassius Dio 79 (78) 36, 2-3.
35. ↑  Cassius Dio 79 (78), 12, 5-7.
36. ↑  Cassius Dio, 79 (78), 28, 2-4.
37. ↑  Cassius Dio 79 (78) 12, 7
38. ↑  Cassisu Dio, 79 (78) 29; 79 (78), 36, 1.
39. ↑  Cassius Dio, 79 (78) 36. 1
40. ↑  Robert Turcan (red.) Histoire Auguste, vol. 3 deel 1: Vies de Macrin, Diaduménien, Héliogabale, Parijs 1993, blz. 13-14 en toelichting 25 (met een verwijzing naar oudere literatuur).
41. ↑  Cassius Dio 78 (77), 9, 4 en 79 (78), 12. 2.
42. ↑  zie daarover Eric R. Varner: Mutilation and Transformation. Damnatio Memoriae and Roman Imperial Portraiture, Leiden 2004, blz. 185-187.
43. ↑  zie daarover Edmond Van 't Dack: Encore la damnatio memoriae de Macrin. In: Gerhard Wirth (red): Romanitas - Christianitas, Berlijn 1982, blz. 324-334; Pieter J. Sijpesteijn: Macrinus' damnatio memoriae und die Papyri in: "Zeitschrift für Papyrologie und Epigraphik, 1974, blz. 219-227
44. ↑  Cassius Dio 79 (78), 41, 2-4.
45. ↑  Cassius Dio 79 (78), 11, 1-3; 79 (78), 15, 3-4; 79 (78), 20, 3-4; 79 (78), 27, 1; 79 (78), 37, 4; 79 (78) 38, 2. zie  Asko Timonen: Cruelty and Death. Roman Historians’ Scenes of Imperial Violence from Commodus to Philippus Arabs, Turku 2000, blz. 124-126, 206-208
46. ↑  Herodianus 4, 12, 2; 5, 2, 4-6; 5, 3, 1.
47. ↑  Herodianus, 5,2,2.
48. ↑  Herodianus 5, 2, 3-5; 5, 4, 2; 5, 4, 12. zie Asko Timonen: Cruelty and Death. Roman Historians’ Scenes of Imperial Violence from Commodus to Philippus Arabs, Turku 2000, blz. 126-127.
49. ↑  Robert Turcan (uitgever): Histoire Auguste, Band 3, deel 1: Vies de Macrin, Diaduménien, Héliogabale, Parijs 1993, blz. 3-13.
50. ↑  Historia Augusta, Macrinus 2, 1; 4, 1; 5, 5; 5, 8-9; 8, 4; 12, 1-10; 13, 3-4; 14.1. Zie Asko Timonen.Cruelty and Death. Roman Historians’ Scenes of Imperial Violence from Commodus to Philippus Arabs,  Turku 2000, blz. 127-131.
51. ↑  Historia Augusta, Macrinus 4, 1-6.
52. ↑  Elisabeth Wallinger: Die Frauen in der Historia Augusta, Wenen 1990, blz. 117–119.
53. ↑  Benvenuto da Imola: Liber Augustalis. In: Francisci Petrarchae (...) opera quae extant omnia, volume 1, Bazel 1554, blz. 575-590, hier: blz. 578
54. ↑  Alfred von Domaszewski: Geschichte der römischen Kaiser, deel 2, Leipzig 1909, blz. 270-271.
55. ↑  Hans-Georg Pflaum: Les carrières procuratoriennes équestres sous le Haut-Empire romain, deel 2, Parijs 1960, blz. 672
56. ↑  Alfred Heuss: Römische Geschichte, Braunschweig 1960, blz. 351
57. ↑  Hermann Bengtson: Römische Geschichte, München 1973, blz. 327
58. ↑  Karl Christian: Geschichte der römischen Kaiserzeit, München 1988 (6e editie München 2009), blz. 625.